# طولانی‌ترین سفر
طولانی‌ترین سفر (انگلیسی: The Longest Journey)(بوکمل: Den Lengste Reisen) بازی ماجرایی اشاره-و-کلیک واقع‌گرایی جادویی‌ست که توسط شرکت نروژی فانکام برای مایکروسافت ویندوز ساخته شد و در سال ۱۹۹۹ منتشر شد.
این بازی از نظر تجاری موفق بود و منتقدان آن را تحسین کردند. نسخه آی‌اواس آن در ۲۸ اکتبر ۲۰۱۴ منتشر شد.

## خلاصه داستان

شخصیت اِیپریل رایان، در رویایش روبه‌روی درخت ایستاده است.

داستان در دو جهانِ موازی اتفاق می‌افتد:آرکادیایِ جادویی و استارک صنعتی. شخصیت اصلی، اِیپریل رایان، دختری ۱۸ ساله است که در استارک زندگی می‌کند.